# اگوست ژوردن
اُگوست ژوردن (فرانسوی: Auguste Jordan‎؛ ۲۱ فوریه ۱۹۰۹ – ۱۷ مهٔ ۱۹۹۰) بازیکن و مربی فوتبال اهل فرانسه بود.
وی عضو تیم ملی فوتبال فرانسه در جام جهانی فوتبال ۱۹۳۸ بوده است.